# Lomechusa paradoxa
Lomechusa paradoxa är en skalbaggsart som beskrevs av Johann Ludwig Christian Gravenhorst 1806. Lomechusa paradoxa ingår i släktet Lomechusa, och familjen kortvingar. Arten är reproducerande i Sverige.